# Teratophyllum gracile
Teratophyllum gracile är en träjonväxtart som först beskrevs av Bl., och fick sitt nu gällande namn av Holtt. Teratophyllum gracile ingår i släktet Teratophyllum och familjen Dryopteridaceae. Inga underarter finns listade.